# ولایت هیوگا

نقشه ژاپن در سال ۱۸۶۸ میلادی. این ولایت با رنگ تیره مشخص شده‌است.

ولایت هیوگا (به ژاپنی: 日向国 Hyūga no kuni) یکی از ولایت‌ها در تقسیم‌بندی کشوری قدیم ژاپن بود.